# Зміни визначень основних одиниць (SI)
Зміни визначень основних одиниць Міжнародної системи одиниць (SI), які набули чинності у 2019 році, полягають у тому, що усі основні одиниці SI стали визначатись через фіксовані значення фундаментальних фізичних констант. При цьому величини цих одиниць залишились незмінними, однак з їх визначень остаточно зникли прив'язки до матеріальних еталонів. Зміни такого роду пропонувались давно, однак лише на початку XXI століття це стало можливим. Остаточне рішення про зміни було ухвалене XXVI Генеральною конференцією з мір і ваг у 2018 році.

## Сутність змін
Міжнародна система одиниць (SI) ґрунтується на семи основних одиницях вимірювання: секунда, метр, кілограм, ампер, кельвін, моль, кандела, а також містить низку похідних одиниць.
До зроблених змін кілограм визначався як маса одного конкретного еталона — міжнародного прототипу кілограма. Це визначення мало деякі недоліки. Інші основні одиниці не були прив'язані до конкретних артефактів, але деякі з них також виявились незручними (і до того ж самі по собі ґрунтувались на визначенні кілограма).
Зміни стосуються усієї SI, але безпосередньо вони торкаються визначення кілограма, ампера, кельвіна і моля: тепер ці одиниці визначаються через фіксовані значення елементарного електричного заряду і констант Планка, Больцмана та Авогадро.
Спостерігається наступність SI: в результаті зроблених змін величина усіх одиниць вимірювання змін не зазнала; отже і числове значення результатів вимірювань, виражених у старих одиницях, також змін не зазнало (за виключенням деяких електричних величин, про що далі буде сказано). Однак деякі величини, що раніше були визначені точно, стали визначуваними експериментально.

## Нові визначення SI
Міжнародна система одиниць (SI), — це система одиниць, у якій обрано сім визначальних констант, через які може бути виражена будь-яка одиниця SI:
- частота надтонкого розщеплення основного стану атома цезію-133 (цезієвий стандарт) ΔνCs точно дорівнює 9192631770 Гц;
- швидкість світла у вакуумі c точно дорівнює 299792458 м/с;
- стала Планка ℎ точно дорівнює 6,62607015× 10−34 кг·м2·с−1;
- елементарний електричний заряд e точно дорівнює 1,602176634× 10−19 А·с;
- стала Больцмана k точно дорівнює 1,380649× 10−23 Дж/К;
- стала Авогадро NA точно дорівнює 6,02214076× 1023 моль−1;
- світлова віддача Kcd монохроматичного випромінювання частотою 540×1012 Гц точно дорівнює 683 лм/Вт.

Особливості визначення основних одиниць SI, що набрали чинності з 2019 року такі:
- Величина секунди встановлюється через фіксування числового значення частоти надтонкого розщеплення основного стану атома цезію-133 за температури 0 К, що дорівнює точно 9192631770, коли вона виражена одиницею SI с−1, що еквівалентна Гц.
- Величина метра встановлюється через фіксування числового значення швидкості світла у вакуумі, що дорівнює точно 299792458, коли вона виражена одиницею SI м·с−1.
- Величина кілограма встановлюється через фіксування числового значення сталої Планка h, яка точно дорівнює 6,62607015 × 10−34, коли вона виражена в Дж•с.
- Величина ампера встановлюється через фіксування числового значення елементарного заряду e, який дорівнює 1,602176634 × 10−19, коли він виражений в кулонах.
- Величина кельвіна встановлюється через фіксування числового значення сталої Больцмана k, яка точно дорівнює 1,380649 × 10−23, коли вона виражена в Дж/К.
- Один моль містить рівно 6,02214076 × 1023 елементарних сутностей. Це число — фіксоване значення сталої Авогадро NA, вираженого в одиницях моль−1.
- Величина кандели встановлюється через фіксування числового значення сили світла монохроматичного випромінювання частотою 5401012 Гц яка точно дорівнює 683, коли вона виражена одиницями SI м−2·кг−1·с3·кд·ср або кд·ср·Вт−1, що еквівалентне лм·Вт−1.

## Вплив змін на основні одиниці

SI до реформи. У внутрішньому кільці показані основні одиниці: секунда (с), метр (м), ампер (А), кельвін (К), кандела (кд), моль (моль), кілограм (кг). Величина кожної основної одиниці SI виражається через ті константи, від яких до них йдуть стрілки. Константи зображені у зовнішньому кільці: Δν_{Cs} — частота надтонкого розщеплення основного стану атома цезію, c — швидкість світла, μ_{0} — магнітна стала, T_{TPW} — температура потрійної точки води, K_{cd} — світлова ефективність випромінювання певної частоти, m(^{12}C) — маса атома вуглецю, M_{IPK} — маса міжнародного прототипу кілограма

SI після реформи. Частину визначальних констант замінено новими: елементарний заряд e, сталі Больцмана k, Авогадро N_{A} і Планка h.

### Секунда і метр
Визначення секунди і метра змістовно не змінились, однак їх було переформульовано для дотримання стильової єдності визначень.

### Кілограм
Величина кілограма встановлюється фіксацією числового значення сталої Планка ℎ в одиницях кг·м2·с−1 (з врахуванням встановлених значень секунди і метра).
Раніше кілограм визначався як маса міжнародного прототипу кілограма. В результаті змін маси всіх еталонів кілограма, що належать до міжнародного прототипу кілограма, набули додаткової похибки 10 мкг, оскільки маса самого прототипу тепер дорівнює 1 кг саме з такою похибкою.
Хоча міжнародний прототип кілограма більше не служить еталоном кілограма як одиниці SI, він як і раніше зберігається в Міжнародному бюро мір і ваг та максимально захищений від зовнішніх впливів.

### Ампер
Величина ампера встановлюється фіксацією числового значення елементарного електричного заряду e в одиницях А⋅с. Крім того, відмінено раніше рекомендовані для реалізації вольта і ома фіксовані значення сталої Джозефсона KJ-90 і сталої фон Клітцинга RK-90.
Змінені значення и шкали електричних напруг та опорів змінились на частку порядку 10−7 і 10−8, відповідно, однак це пов'язане не зі зміною визначень основних одиниць, а з тим, що раніше для реалізації одиниць напруги і опору було рекомендовано фіксовані значення сталих Джозефсона і фон Клітцинга, не узгоджені з рештою SI.

### Кельвін
Величина кельвіна встановлюється фіксацією числового значення сталої Больцмана k в одиницях кг·м2·с−2·К−1. При цьому через визначальні константи кельвін виражається як ℎ ΔνCs/k з певним безрозмірнісним множником, тобто його величина в дійсності не пов'язана зі швидкістю світла і величиною метра, не дивлячись на те що в одиницю для k, виражену через основні одиниці, входить метр.

### Моль
Величина моля встановлюється фіксацією числового значення сталої Авогадро NA.

### Кандела
Визначення кандели змістовно не змінилось, крім того, що воно пов'язане з іншими одиницями, а їх визначення змінилися.

## Передумови, підготовка та прийняття
Міжнародну систему одиниць (SI), було прийнято у 1960 році і вона доповнювалась та коректувалась Міжнародним бюро мір і ваг (BIPM) у подальші роки. Понад 50 років в SI зберігалось визначення кілограма, що було чинним ще з 1889 року: 1 кілограм — це маса міжнародного прототипу кілограма MIPK (більше того, і в XIX столітті кілограм теж визначався через матеріальний еталон). Це створювало труднощі: і сам прототип, і його копії з часом змінюють масу через забруднення та зношування; однозначно встановити напрямок зміни можна лише для копій відносно прототипу; при цьому для мінімізації змін маси прототипу його порівняння з копіями проводилось надзвичайно рідко, і у проміжках між порівняннями накопичувались похибки через зміну мас копій — а оскільки іншого способу відтворити кілограм не було, усі користувачі стандарту кілограма (національні метрологічні організації) отримували значення кілограма з цими похибками. Пропозиції змінити визначення кілограма через фіксування значення якоїсь природної сталої, як це було зроблено з метром, звучали давно і регулярно, однак лише на початку XXI століття точність експериментів стала достатньою, щоб реалізувати цю ідею.
Спільноти фахівців з метрології в різних областях науки і техніки також підтримали ідею змін. Практична реалізація одиниць напруги і опору спиралася не на визначення ампера, а на фіксовані значення сталих Джозефсона і фон Клітцинга; відмова від цих фіксованих значень з одночасною фіксацією e і ℎ зробила б одиниці з розділу електрики і магнетизму узгодженими з рештою SI. Одиниця температури визначалась через фіксацію температури потрійної точки води TTPW, однак ця температура залежить від ізотопного складу води та домішок у ній, й до того ж таке визначення не зовсім підходить до дуже низьких і дуже високих температур — перевизначення кельвіна через фіксацію k вирішувало ці проблеми. Нарешті, оскільки концепція кількості речовини не пов'язана з масою частинок, було запропоновано заодно змінити визначення моля, відв'язавши його від маси атома вуглецю-12m(12C) і прив'язавши до фіксованого значення NA.
Можна було б позбутися прив'язки системи одиниць до конкретного електронного переходу в конкретному атомі, що фігурує у визначенні секунди, зафіксувавши замість нього ще одну фундаментальну сталу — наприклад, гравітаційну сталу, як це робиться, наприклад, у планківській системі одиниць. Однак невизначеність виміряного значення гравітаційної сталої є занадто великою для цього.
Зміни у тому вигляді, у якому вони були ухвалені, беруть початок від пропозиції 2006 року. Основні принципи реформи і вимоги до точності вимірювань значень фізичних констант, необхідних для реформи, ухвалювались на Генеральних конференціях мір і ваг у 2011 і 2014 роках.

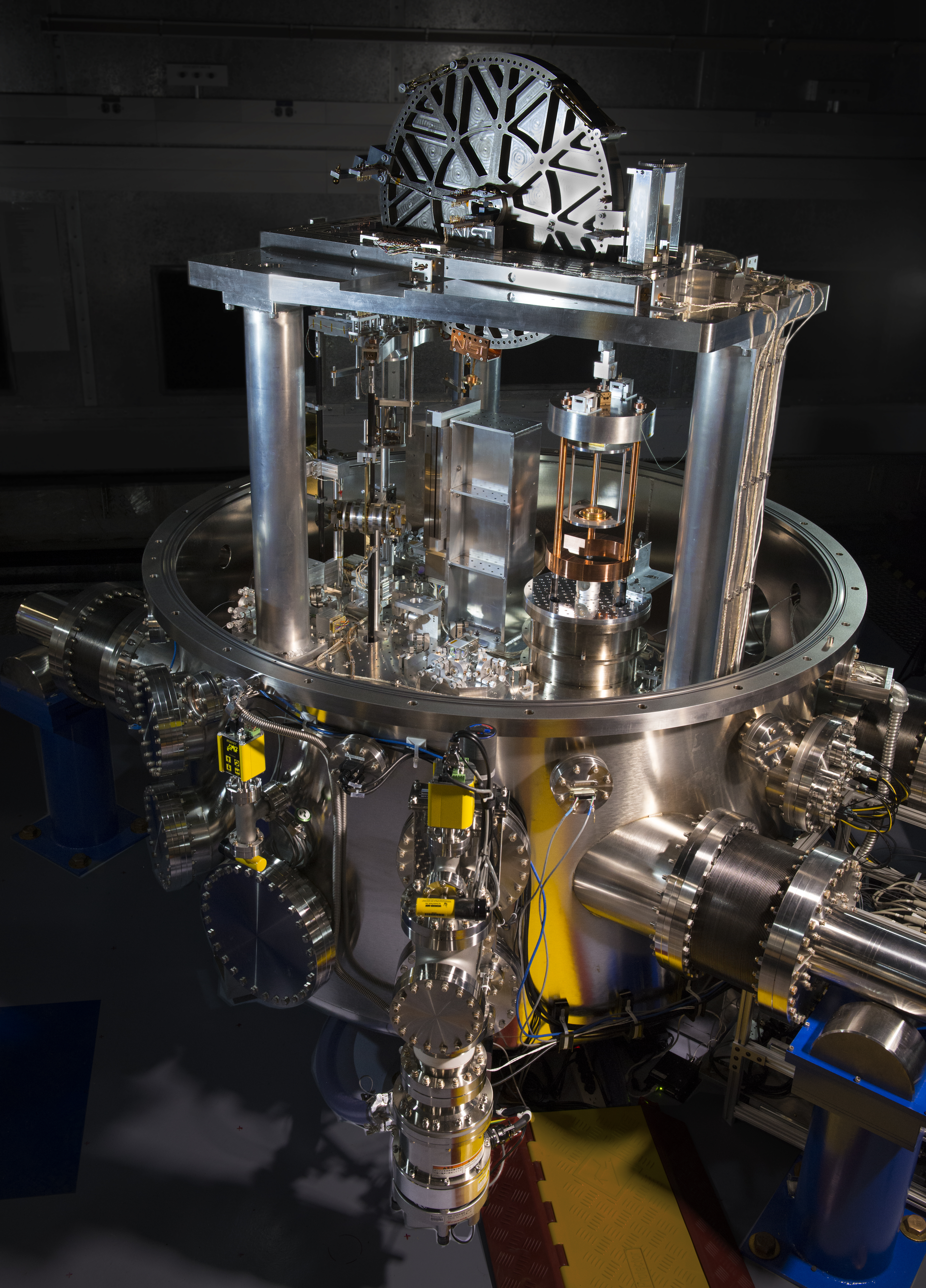
Ватові терези (вага Кіббла) в NIST

В рамках підготовки змін у 2014 році було проведене позачергове порівняння маси міжнародного прототипу кілограма з його копіями. Різноманітні наукові групи по всьому світу провели вимірювання фундаментальних констант, щоб знизити похибку до потрібного рівня. Робоча група з фундаментальних констант Комітету з даних для науки і техніки (CODATA) зібрала ці дані у позачерговому випуску набору значень констант 2017 року, і на основі цих значень було обрано фіксовані значення для нової SI.
Рішення про зміни у SI та конкретні значення фізичних сталих було остаточно ухвалено 16 листопада 2018 року, коли за них одноголосно проголосували учасники XXVI Генеральної конференції з мір і ваг. Нові визначення SI вступили у силу 20 травня 2019 року, у Всесвітній День метрології.
Для кожної з основних одиниць у новій SI визначені рекомендовані методи для практичної реалізації одиниць. Так, для кілограма це ватові терези (вага Кіббла) і рентгенівський аналіз щільності кристала (X-ray crystal density, XRCD).
Оновлена SI допускає подальші зміни. Зокрема, прогрес в галузі вимірювання частот електромагнітних хвиль і конструювання атомного годинника дозволяє сподіватись, що приблизно через десятиліття секунду буде перевизначено через частоту якогось іншого електронного переходу.

## Критика
Оскільки атомна одиниця маси як і раніше визначається через масу атома вуглецю-12, вона перестала дорівнювати точно 1 граму, поділеному на число Авогадро. Деякі автори критикують нову SI, вказуючи, що фіксація атомної одиниці маси замість сталої Планка вирішила б цю проблему, а аргументи, що привели до вибору сталої Планка у 2000-х роках, до 2010-х років втратили силу.
Електрична стала і магнітна стала в SI до змін мали точні значення: {\displaystyle \varepsilon _{0}={\frac {1}{4\pi c^{2}}}\cdot 10^{7}} м/Гн і {\displaystyle \mu _{0}=4\pi \cdot 10^{-7}} Гн/м. Після реформи ці рівності стали виконуватись не абсолютно точно, а до дев'яти значущих цифр, отримавши ту ж відносну похибку, що і стала тонкої структури {\displaystyle \alpha ={\frac {e^{2}}{2\varepsilon _{0}hc}}}. З цього, зокрема, випливає, що коефіцієнти для переведення між одиницями SI й різними варіантами системи СГС перестали бути точними, фіксованими величинами, оскільки вони виражаються через магнітну сталу. Цього можна було б уникнути, якщо було б зафіксовано не елементарний заряд {\displaystyle e}, а попереднє значення магнітної сталої або, що рівносильне при фіксованих {\displaystyle h} і {\displaystyle c}, планківський заряд {\displaystyle e/{\sqrt {\alpha }}}. Однак цей варіант було відкинуто, оскільки попередня реалізація еталонів одиниць фізичних величин, пов'язаних з електрикою і магнетизмом, ґрунтувалась на фіксованих сталих Джозефсона і фон Клітцинга, що рівнозначне фіксації сталої Планка і елементарного заряду, тому перехід до нової системи ставав легшим ніж за фіксації саме елементарного заряду.